# Wallfahrtskirche Gottsbüren

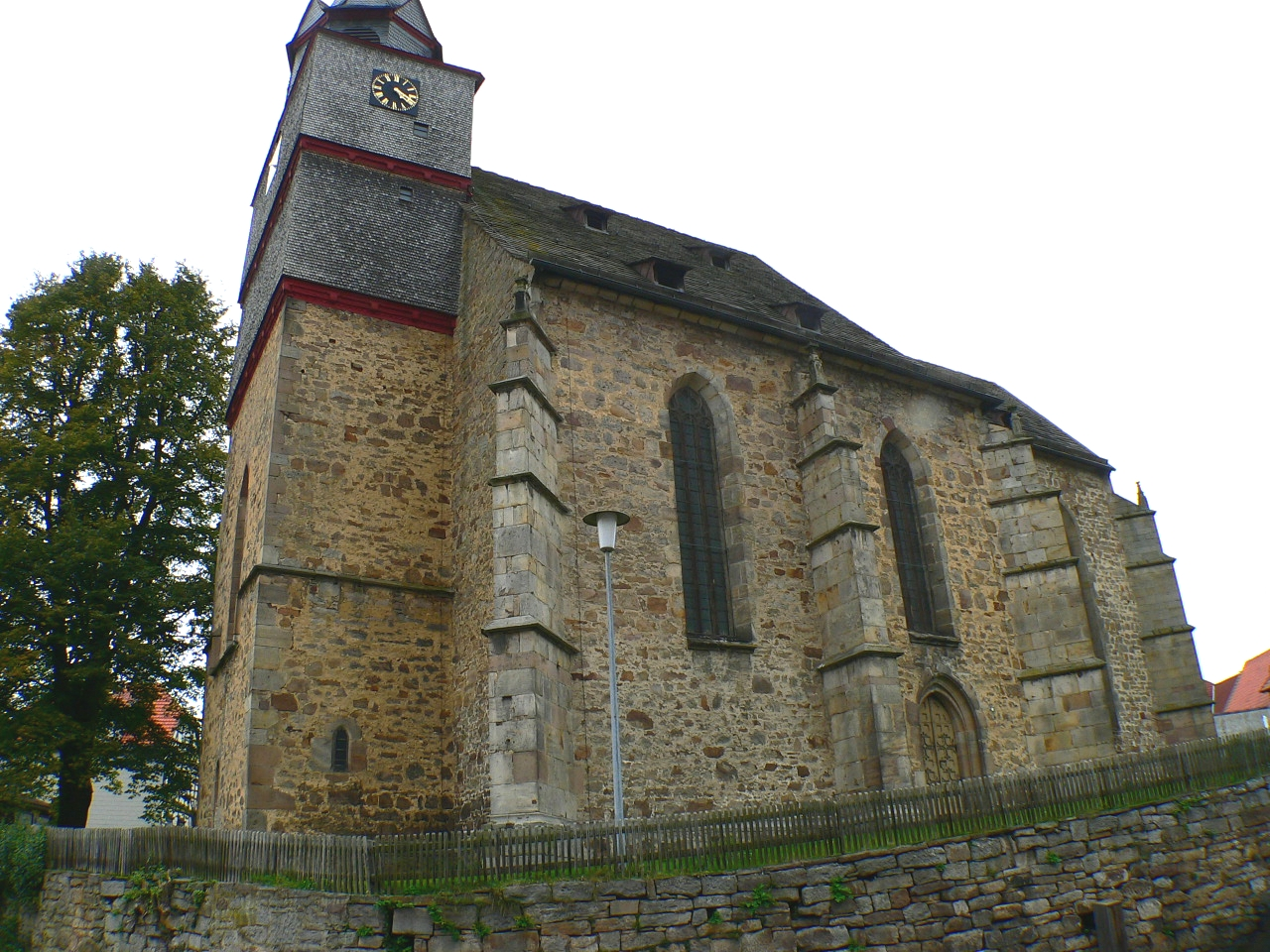
Wallfahrtskirche Gottsbüren

Gottsbüren Pilgerzeichen von 1331 mit der Aufschrift: signv[m] godesbvre ortv[s] an[n]o do[mini] mcccxxxi

Die ehemalige Wallfahrtskirche Gottsbüren, ursprünglich Fronleichnamskirche, ist die evangelische Kirche von Gottsbüren, einem Ortsteil von Trendelburg im nordhessischen Landkreis Kassel. Die Kirchengemeinde gehört zum Kirchspiel Gottsbüren im Kirchenkreis Hofgeismar-Wolfhagen im Sprengel Kassel der Evangelischen Kirche von Kurhessen-Waldeck.

## Geschichte
1243 wurde die Kirche von Hundsbüren oder Gundsbüren, dem späteren Gottsbüren, im Urkundenarchiv von Kloster Lippoldsberg erstmals als Pfarrdorf genannt, 1332 heißt sie bereits ecclesia Godisburnensis; im 15. Jahrhundert gehörte sie dem Archidiakonat St. Marien zu Hofgeismar in der Mainzer Kirchenprovinz an.
Ausgangspunkt der mittelalterlichen Wallfahrt war die Legende eines Hostienwunders, nämlich der Auffindung einer blutenden Hostie, im Jahre 1330. Wie der spätmittelalterliche Bilderzyklus in der Kirche nahelegt, dürfte die Auffindung „mit einer Brandschatzung und Beraubung der Pfarrkirche in Gottsbüren zusammenhängen, wobei die Monstranz mit der geweihten Hostie oder ein Hostiengefäß gestohlen wurde.“ Bereits wenig später erteilte Erzbischof Balduin von Trier am 10. Juni 1331 kirchlicherseits die Erlaubnis für eine Wallfahrt. Am 13. Juli 1331 einigten sich der Propst von Hofgeismar, Gerhard von Battenberg, und der Propst des Klosters Lippoldsberg, Dietrich, über die Verteilung der Einnahmen der Wallfahrtskirche, wobei ein Drittel für den Bau einer Kirche (unam partem pro sustentacione munialium et aliam partem in structuram basilice convertendas) verwendet werden sollte. Aber auch Pfarrer Lambert von Gottsbüren forderte vom Erzbischof seinen Anteil an den Opfergaben, um erst, nachdem er wegen seiner Widersetzlichkeit zwei Tage in Haft genommen worden war, diesen Anspruch aufzugeben.
Zur Sicherung seines Einflusses gründete das Kloster Lippoldsberg als Eigentümer der Pfarrkirche in dem nun Gottsbüren genannten Ort eine Niederlassung, die 1339 unter einer Priorin nachweisbar ist. Die Nonnen wurden schon 1343 von Erzbischof Heinrich III. von Mainz zur Rückkehr in ihr Mutterkloster aufgefordert, doch scheint das Tochterkloster noch weiter bestanden zu haben.
Zwischen 1343 und 1346 wurde zudem das ursprünglich in Nordgeismar (einer heutigen Wüstung am Schöneberg bei Hofgeismar) gegründete Kollegiatstift an die Pfarrkirche von Gottsbüren verlegt, aber schon 1355 von Erzbischof Gerlach weiter nach Grebenstein übersiedelt, wo es bis zur Reformation verblieb. Über den 1334 begonnenen Bau der benachbarten Sababurg, die seitens des Erzstifts Mainz zum Schutz der Pilger errichtet wurde, kam es 1346 zu Auseinandersetzungen, in denen Mainz unterlag, so dass die Burg gemeinschaftliches Eigentum der Landgrafschaft Hessen und des Bistums Paderborn wurde.
Die Wallfahrt nach Gottsbüren erfuhr schon bald ein überregionales Interesse und reihte den Ort unter bekannte europäische Wallfahrtsziele. So vermachten 1346 der schwedische König Magnus II. Erikson und seine Gemahlin Blanche von Namur testamentarisch je einen Kelch im Wert von vier Mark Goldes u. a. an Aachen, Rocamadour, Santiago de Compostela und an Gottsbüren (gothes byrth). Der Ort wurde im Spätmittelalter geradezu zu einem hessischen Wilsnack, wo 1383 nach einem ähnlichen Hostienwunder gleichfalls ein bedeutendes Wallfahrtsziel entstand.
Mit der Reformation kam auch die Gottsbürener Wallfahrt zum Erliegen. Noch 1522 hatte Landgräfin Anna in ihrem Testament neben 20 Gulden zum Heiligen Rock in Trier auch 15 Gulden für Gottsbüren bestimmt. Nachdem aber 1526 unter ihrem Sohn, Landgraf Philipp dem Großmütigen der Übertritt Hessens zum lutherischen Glauben erfolgt war, wurde 1527 das Sacrament zu Gottsburen vorbrennet, dar dann eine lange Zeit eine Walfahrt gewesen und viel Abgotterie dort getrieben worden; darum weil nun das Evangelium an den Dag kam und allenhalben hell und clar gepredigt ward, ward diese Abgötterei zerstoret, alse ein Abgott und Ursache zu aller Gottslesterung. Erster evangelischer Pfarrer war der bis 1542 amtierende Sebaldus Helbrecht (Helmbrecht).

## Bauwerk
Die unmittelbar nach Beginn der Wallfahrt 1331 in der Nähe mittelalterlichen Pfarrkirche des Ortes begonnene Wallfahrtskirche bestand zunächst nur aus dem zweijochigen, im Osten platt schließenden Saalchor, der im Januar 1341 durch den Mainzer Erzbischof Heinrich III. geweiht wurde. In der zweiten Hälfte des 14. Jahrhunderts wurde der bisherigen Kapelle ein gotisches dreischiffiges Hallenlanghaus von nur zwei Jochen Längenerstreckung und einem Westturm angefügt, der bereits in Traufhöhe der Kirche in einen verschieferten Fachwerkaufbau übergeht und mit einem Steilhelm abschließt. Der Kirchenbau zeigt eine deutliche Beeinflussung durch die laut Inschrift 1341 begonnene Neustädter Kirche in Hofgeismar.
Im Innern besitzt die Kirche einfache Kreuzrippengewölbe, getragen von einem Pfeilerpaar. In der Turmhalle sind noch die Ansätze einer Emporenwölbung zu sehen, die vermutlich als Empore für die Nonnen aus Lippoldsberg gedient hat. An den beiden Kapitellen des Turmbogens sind die Figur des Schmerzensmanns sowie einer geistlichen Person angebracht, die kontrovers als Priorin oder als Propst des Klosters Lippoldsberg als dem Bauherrn der Wallfahrtskirche gedeutet wird.
1885 stellte der Kasseler Architekt Werner Narten den desolaten baulichen Zustand der Kirche fest, doch wurde er zunächst mit der Herstellung einer neugotischen Neuausstattung beauftragt. Die bestandsichernden Wiederherstellungsarbeiten, für die auch Gustav Schönermark ein Projekt vorgelegt hatte, wurden erst 1906 durch den Kasseler Architekten H. Gerhardt vorgenommen.

## Ausmalung
Bei der Restaurierung der Kirche wurden 1961 auf der Nordseite des Kirchenschiffs mittelalterliche Wandmalereien freigelegt, zu deren unterer aus dem 14. Jahrhundert stammenden Schicht die Darstellung des Christophorus mit einem kahlen Baum und Szenen aus der Eustachius-Legende gehören. Diese älteste Schicht war im 15. Jahrhundert durch einen nur noch fragmentarisch erhaltenen und daher schwer zu interpretierenden Bilderzyklus in zwölf Bildern zum Hostienfund und zur Wallfahrt überdeckt worden. Das erste Bild zeigt eine brennende Kirche und vielleicht ein goldenes Hostien-Gefäß, was auf die Plünderung der älteren Pfarrkirche zu deuten scheint. Die folgenden drei Bilder des Zyklus fehlen. Auf dem fünften Bild erscheint die mit fünf Blutstropfen besetzte Hostie in der Hand des Priesters, im neunten Bild in der Monstranz, die der Priester Pilgern zeigt, im zehnten Bild in der Monstranz, die der Bischof trägt, von dem im nächsten Bild nur noch ein Teil der Mitra und der untere Saum seines Gewandes mit dem daraus hervorstehenden Schuh zu sehen sind, und im zwölften Bild in der Mitte des Bildes.